# Sittee River
Sittee River är ett vattendrag i Belize. Det ligger i distriktet Stann Creek, i den sydöstra delen av landet, 70 km sydost om huvudstaden Belmopan.